# K19
K19 (títol original: K-19: The Widowmaker) és una film de Kathryn Bigelow estrenada l'any 2002, inspirat en fets reals. Ha estat doblat al català

## Argument
L'any 1961, els americans han posat els seus submarins nuclears llançadors de míssils a abast de Moscou i de Leningrad. Per oposar-se a aquesta amenaça, la marina soviètica construeix el submarí K19, primer submergible llança-míssils a propulsió nuclear de la Unió soviètica de classe Hotel. Comandat per Mikhail Polenine (Liam Neeson), considerat massa laxe i massa proper als seus homes pel que fa als interessos del partit comunista, és degradat a comandant segon i reemplaçat en la plaça de comandament pel comandant Alexei Vostrikov (Harrison Ford), amb fama de més dur i més ideòleg.

## Repartiment
- Harrison Ford: Capità Alexei Vostrikov, comandant del K19
- Liam Neeson: Capità Mikhail Polenin, comandant segon del K19
- Peter Sarsgaard: Tinent Vadim Ratchenko
- Christian Camargo: Pavel
- Ingvar E. Sigurðsson: Gorelov, enginyer en cap
- Joss Ackland: Marshal Zelentsov
- Shaun Benson: Leonid Pashinski
- Tygh Runyan: Maxim Portenko
- Ravil Isyanov: Suslov, comissari polític del K19
- George Anton: Konstantin Poliansky
- Steve Nicolson: Yuri Demichev
- John Shrapnel: Almirall Bratyeev
- Lev Prygunov: Ivan Vershinin
- Donald Sumpter: Dr. Gennadi Savran

## Crítica
- «Amb una ineptitud fora del comuna fins i tot en els estàndards de l'acció contemporània, el guió de Kyle submergeix la dramàtica història del K-19 sota un munt de tòpics.»[3]
- «Segueix obedientment la veracitat del cinema de submarins i dels orígens de la història real, però sense la imaginació necessària per refrescar el gènere.»[4]